# Cyrtanthus epiphyticus
Cyrtanthus epiphyticus är en amaryllisväxtart som beskrevs av John Medley Wood. Cyrtanthus epiphyticus ingår i släktet Cyrtanthus, och familjen amaryllisväxter. Inga underarter finns listade i Catalogue of Life.